# Hłejuwatka
Hłejuwatka (ukr. Глеюватка) – wieś na Ukrainie, w obwodzie dniepropetrowskim, w rejonie krzyworoskim, siedziba hromady. W 2001 liczyła 1371 mieszkańców, wśród których 1301 wskazało jako ojczysty język ukraiński, 62 rosyjski, 6 białoruski, 1 polski, a 1 inny.